# Kronologija Domovinskog rata: ožujak 1993.

### 2. ožujka
- Dok su Amerikanci bacali pakete u istočnoj Bosni, istodobno nisu vidjeli da je srpska vojska zauzela, razrušila i spalila 13 sela i gradić Cersku, javljaju radio-amateri iz BiH.[1]
- Indijski general Satish Nambiar, koji je posljednjih godinu dana obavljao dužnost zapovjednika zaštitnih snaga UN u bivšoj Jugoslaviji, otputovao, po isteku mandata, iz Zagreba.[1]
- Hrvatski narod ima teško povijesno iskustvo s unitarnom, građanskom državnom vlasti, i to bi današnji muslimanski politički vođe morali znati: Hrvati se neće dati još jednom prevariti i dopustiti nametanje položaja nacionalne manjine u svojoj izvornoj zemlji, rekao za Večernji list Miro Lasić, član Predsjedništva BiH.[1]
- Šibenik i njegova naselja četnici napali teškim topovima i raketnim sustavima oganj i orkan. U gusto naseljenim dijelovima grada tri osobe poginule, a više ih ranjeno.[1]

### 3. ožujka
- Američki piloti napokon bili precizni, u četvrtom pokušaju bacanja humanitarne pomoći padobranima paketi pali na područje Konjević Polja.[1]
- Među imenovanim ambasadorima Republike BiH u svijetu nema Hrvata. U Republici Hrvatskoj ambasadorica Bisera Turković.[1]
- Normaliziraju se hrvatsko-muslimanski odnosi u BiH, nema novih sukoba između HVO-a i Armije BiH, iako je stanje još napeto, rečeno na tiskovnoj konferenciji HVO-a u Mostaru.[1]
- Srpski vođa u BiH Radovan Karadžić, u otvorenom pismu američkom narodu, zatražio od predsjednika Clintona da prekine zračni most za BiH.[1]

### 4. ožujka
- U New Yorku potpisan neformalni sporazum bosanskih Hrvata i Muslimana.[1]
- Alija Izetbegović, u ime muslimanske strane, potpisao u New Yorku vojni dio Vance-Owenovog mirovnog plana za BiH.[1]
- U Zagrebu osnovana Udruga hrvatskih dragovoljaca domovinskog rata, a za doživotnog počasnog predsjednika izabran Tomislav Merčep.[1]
- Nepoznate osobe bacile eksplozivnu napravu na američku ambasadu u Beogradu.[1]
- U prometnoj nesreći u Zagrebu poginuo hrvatski pjevač i kompozitor Tomislav Ivčić, koji je u jeku najžešće srpske agresije na Hrvatsku poslao u svijet pjesmu Stop the War in Croatia.[1]

### 5. ožujka
- Hrvatsko-muslimanski sporazum iz New Yorka predstavlja prekretnicu u odnosima Hrvata i Muslimana u BiH, rekao za Večernji list član Predsjedništva BiH mr. Franjo Boras.[1]
- Čelnik bosanskih Srba Karadžić odbacio u New Yorku prijedlog da Ujedinjeni narodi kontroliraju teško naoružanje prema vojnom dijelu mirovnog plana za BiH.[1]
- Ako se i dalje ne bude ništa djelotvorno poduzimalo, prije ili kasnije nestat će Bosne i Hercegovine i to bi bio prvi slučaj da jedna država članica KESS-a i UN bude agresijom druge države zbrisana s političkog zemljovide, rekao na austrijskoj televiziji ministar inozemnih poslova Alois Mock.[1]

### 6. ožujka
- Nevladina organizacija Documenta Croatica, sa sjedištem u Zagrebu, prikuplja svjedočanstva koja će podastrti međunarodnom sudu.[1]
- Zapovjednik UNPROFOR-a u BiH Phillippe Morillon šokiran onim što je vidio u Konjević Polju i Srebrenici, dok ga u Cersku nije htjela pustiti srpska vojska.[1]
- Francuskoj javnosti predstavljeno djelo svjedočanstava Crna knjiga o ex-Jugoslaviji, u kojoj su prikupljeni svi dosadašnji dokumenti o zločinima u Hrvatskoj i BiH.[1]

### 7. ožujka
- Papa Ivan Pavao II najoštrije dosad osudio genocidnu politiku u BiH i pozvao na mir.[1]
- U New Yorku sudski dostavljač pred ruskom misijom UN predao u ruke Radovanu Karadžiću sudski poziv da odgovori na optužnicu koja ga tereti za pripremanje, izdavanje zapovijedi za izvedbu, i nadzor programa genocida, uz sustavno kršenje ljudskih prava tužitelja.[1]
- Američka obavještajna služba otkrila da Srbija ulaže velike napore u obnovu i proširenje vojne proizvodnje za izvoz.[1]

### 8. ožujka
- Srpski lobby u SAD vrlo ozbiljno shvatio optužnicu protiv Karadžića, jer zna što je američko sudstvo, te za Karadžićevu obranu prikupio 40 milijuna dolara.[1]
- Vijetnamski veteran J.P. Mackley, koji je proteklu godinu organizirao inozemne novinarske urede u Hrvatskoj i BiH, osvrće se u Washington Postu na zapadna strahovanja glede intervencije u BiH, te ističe da su Srbi nepobjedivi samo u opijanju.[1]
- Prema mnogima, najbogatiji Jugoslaven Jezdimir Vasiljević, zvani gazda Jezda, vlasnik banke Jugoskandik, zakupac pola Crnogorskog primorja, pobjegao iz SR Jugoslavije u Budimpeštu.[1]

### 9. ožujka
- Predsjednik Tuđman, primajući u Zagrebu izaslanstvo Hrvatske zajednice Herceg-Bosna, HVO i HDZ travničke provincije, pozvao Hrvate da učine sve što mogu da ne bi bilo sukoba s Muslimanima.[1]
- Beograd je agresor i to međunarodna zajednica mora prihvatiti, a cilj je Srbije da dođe do novih teritorija, rekao slovenski predsjednik Milan Kučan novinarima u Parizu, nakon susreta s francuskim predsjednikom Françoisom Mitterrandom.[1]

### 10. ožujka
- U dosadašnjih petnaestak velikih razmjena zarobljenika od početka agresije na Hrvatsku, od neprijateljskih snaga oslobođeno 6.327 osoba, od kojih su većina civili.[1]
- Nakon prihvaćanja rezolucije Vijeća sigurnosti o uspostavljanju međunarodnog suda za ratne zločine na području bivše Jugoslavije, Vlada Republike Hrvatske donijela odluku kojom će jedan od najvažnijih zadataka Ministarstva zdravstva biti prikupljanje dokumentacije o ratnim zločinima.[1]
- Međunarodna konferencija o bivšoj Jugoslaviji imenovala u Ženevi petero uglednih svjetskih pravnika u Arbitražnu komisiju.[1]
- Visoka povjerenica UN za izbjeglice Sadako Ogata izjavila u New Yorku da se u BiH nastavljaju ubijanja, mučenja, masakri i silovanja kao dio smišljene politike etničkog čišćenja.[1]

### 11. ožujka
- Zločinački napad na Šibenik, četnici raketnim sustavima oganj i orkan izazvali golema razaranja u gradu.[2]
- Hrvatski premijer Hrvoje Šarinić uputio pismo svjetskim državnicima, u kojem ih upozorava na preteško breme izbjeglica za Hrvatsku.[2]
- Provest ćemo rezolucije Vijeća sigurnosti, rekao za Večernji list novi zapovjednik UNPROFOR-a general Lars-Eric Wahlgren.[2]
- Nastavlja se Kalvarija muslimanskog naroda u istočnoj Bosni.[2]
- Vođa bosanskih Srba Radovan Karadžić u pismu londonskom Daily Telegraphu ocijenio kako je Vance-Owenov plan za Srbe neprihvatljiv.[2]
- Ne dopuštamo ničiju vlast na teritoriju krajine, pa bila to i vlast UNPROFOR-a, rekli u Beogradu njemačkom veleposlaniku Gordu Ahrensu predstavnici srpske okupacijske tvorevine na području Hrvatske.[2]
- Austrijski parlament zahtijeva od UN primjenu vojne sile u BiH.[2]
- Rusija će sudjelovati u operaciji dopreme pomoći BiH padobranima, ali će pomoć slati samo Srbima, rekao vojni zapovjednik bosanskih Srba Ratko Mladić agenciji Reuter.[2]

### 13. ožujka
- Istup imama zagrebačkog Mustafe Cerića u Abu Dabiju, gdje je tvrdio da su Hrvati i Hrvatska krivi za nesreću Muslimana i genocid koji se nad njima vrći, jer su ih uvukli u rat, i da se Muslimani nalaze u kliještama između Srbije i Hrvatske, izazvao burna reagiranja u Hrvatskoj.[2]
- General Morillon odlučio svojevoljno ostati u Srebrenici i do daljnjeg dijeliti sudbinu 75 tisuća izbjeglica i stanovnika toga gradića istočne Bosne.[2]
- Srbi iz Slavonije koji su bezrazložno napustili Hrvatsku i dalje protjeruju Hrvate iz vojvođanskih sela, ucjenom i prisilom zamjenjuju svoje kuće ostavljene u Hrvatskoj za njihove u Vojvodini.[2]
- Panika među prevarenim štedišama u Srbiji nakon bijega gazda Jezde u Izrael.[2]

### 14. ožujka
- Hvatanje 13 članova terorističke organizacije Štit iz Srbije kraj Karlovca samo je još jedan u nizu dokaza da su Srbija i SR Jugoslavija duboko umiješane u rat protiv Hrvatske i BiH.[2]
- HVO Hrvatske zajednice Herceg-Bosna će svaki pokušaj provedbe odluke vlade Republike BiH o stavljanju u funkciju tzv. okruga na područjima Mostara i Livna smatrati nelegalnim i protiv toga poduzet će najenergičnije mjere, priopćio novinarima u Mostaru.[2]
- Od početka uspostave zračnog mosta 1. ožujka, istočnoj Bosni padobranima dostavljeno 435 tona hrane i lijekove, priopćeno u Frankfurtu iz američkog zapovjedništva.[2]

### 15. ožujka
- Brigadni general Bo Pelnaso, zapovjednik svih promatračkih misija UN za područje bivše Jugoslavije, izjavio u Šibeniku da je iznenađen brutalnošću srpskih napada na taj grad.[2]
- NATO-ov plan o slanju 50.000 vojnika u BiH ne podržavaju Francuska i Rusija, tako da bosanskohercegovačka Kalvarija ulazi u novi žrvanj sukobljenih interesa velikih sila.[2]

### 16. ožujka
- U novom, 20. po redu, prijedlogu sporazuma hrvatske Vlade i lokalnih Srba, međunarodni posrednici nude opet ustupke Srbima.[2]
- Britanski prestolonasljednik princ Charles od Walesa doputovao u Split kako bi obišao britanske jedinice u sastavu zaštitnih snaga UN.[2]
- U Bagdadu se susreli šef jugoslavenskog generalštaba Života Panić i irački ministar obrane Ali Hasan al-Majeed.[2]
- Bivši zapovjednik Varaždinskog korpusa bivše JNA general Vlado Trifunović osuđen (u odsutnosti) u Okružnom sudu u Varaždinu, za krivično djelo ratnog zločina protiv civilnog stanovništva, na 15 godina zatvora.[2]

### 17. ožujka
- U Vojvodini, Srbiji i područjima Hrvatske pod kontrolom srpskih pobunjenika još ima privatnih logora, o kojima, na žalost, ima vrlo malo dokaza, svjedoči za Večernji list jedan zarobljeni Vukovarac, koji se bijegom spasio iz jednog takvog privatnog logora.[2]
- Četnici topovskim projektilom pogodili vozilo UNPROFOR-a u mjestu Maslenici.[2]
- Preko prijelazne točke UNPROFOR-a Šajnerica, nedaleko Otočca, prešla na slobodan teritorij Hrvatske još jedna skupina od 180 prognanih Hrvata iz Knina, Drniša, Obrovca i okolnih privremeno okupiranih mjesta.[2]
- UNPROFOR raspolaže potvrđenim izvješćima o borbenoj uporabi srpskih zrakoplova u BiH, stoji u priopćenju njegova zapovjedništva u Zagrebu.[2]
- U Bijeljini u toku veliko etničko čišćenje uz pomoć novopridošlih Šešeljevih jedinica iz Srbije.[2]

### 18. ožujka
- Na današnji dan prije tri godine na osnivačkoj skupštini ogranka HDZ-a u Benkovcu izveden atentat na dr. Franju Tuđmana, predsjednika stranke. Bio je to početak agresije na Hrvatsku.[2]
- Hrvatska delegacija na pregovorima u Ženevi ustrajna u tri ključna stava: demilitarizaciji ružičastih zona, uspostavi hrvatske vlasti i dolasku hrvatske policije u nacionalnom sastavu koji bi odgovarao nacionalnom sastavu stanovništva toga područja prema posljednjem popisu.[2]
- Specijalni izaslanik SAD Reginald Bartholomew pohvalio u New Yorku spremnost hrvatskih predstavnika iz BiH da pruže punu podršku Vance-Owenovu planu.[2]
- Vijeće sigurnosti UN osudilo tzv. SR Jugoslaviju zbog zračnog napada na muslimanske položaje kod Srebrenice.[2]

### 19. ožujka
- U višednevni posjet Hrvatskoj stigla skupina od 11 novinara vodećih ruskih listova, radio i televizijskih stanica, kako bi se upoznali sa zbivanjima u Hrvatskoj.[2]
- U Osijeku osnovana Zajednica prognanika Hrvatske, a cilj joj je povrataka svih prognanih na svoja ognjišta.[2]
- U Zadar stigla dosad najveća skupina prognanih Hrvata iz benkovačke općine, njih 250.[2]
- To što Srbi rade u istočnoj Bosni prešlo je svaku granicu - pred licem cijelog svijeta ponižavaju međunarodnu zajednicu, zgražaju se njemački mediji.[2]
- Britanija ne pristaje i neće pristati na borbenu ulogu britanskih snaga u BiH, izjavio u Londonu njezin ministar obrane Malcolm Rifkind.[2]
- Najutjecajniji britanski filozof, sir Karl Popper, pozvao svoju zemlju i međunarodnu zajednicu da vojnom intervencijom zaustave rat u BiH.[2]

### 20. ožujka
- Predsjednik Republike Hrvatske dr. Franjo Tuđman uputio glavnom tajniku UN Boutrosa Ghaliju pismo s hrvatskim prijedlogom za buduće djelovanje UNPROFOR-a.[2]
- Predsjednik hrvatske Vlade Hrvoje Šarinić uputio pismo Ghaliju i predsjedniku Vijeća sigurnosti UN Terenceu Christopheru O'Brienu u kojem im skreće pozornost na nove prijetnje suverenosti i cjelovitosti Republike Hrvatske od Strane SR Jugoslavije.[2]
- Razlika je između Srbije i Hrvatske da je Srbija agresor, a Hrvatska žrtva, i zato je grozno da se obje ponekad izjednačavaju - rekao u intervjuu za Večernji list član Predsjedništva Međunarodne paneuropske unije Bernd Posselt.[2]

### 21. ožujka
- Posrednici U Ženevskim pregovorima, Okun i Ahrens, predlažu da se sva Hrvatska vojska povuče s Maslenice.[3]
- Slovenski nacionalist i član Parlamenta Zmago Jelinčič traži da slovensko-hrvatska granica u Istri bude na rijeci Mirni.[3]
- Spremni planovi i zrakoplovi NATO-a za provedbu odluke o zabrani letova iznad BiH, u Bruxellesu čekaju samo još da ih Vijeće sigurnosti ovlasti za provođenje operacije.[3]

### 22. ožujka
- U saboru Republike Hrvatske utemeljen Županijski dom - Za predsjednika izabran Josip Manolić.[3]
- Srbi i dalje ne puštaju konvoje za Srebrenicu, Žepu i Goražde.[3]
- Ako UN odluče da se silom uspostavi zabrana letova iznad BiH, i od NATO-a zatraže podršku, bit ćemo spremni i to i primijeniti - rekao u Bonnu glavni tajnik NATO-a Manfred Wörner.[3]

### 23. ožujka
- Hrvatska će, u skladu sa svojom miroljubivom politikom, biti spremna na sporazumno produženje mandata UNPROFOR-u, za šest mjeseci, ali pod uvjetom da se predvidi i osigura takvo ovlaštenje koje će omogućiti postupno ispunjenje Vanceova plana u točno utvrđenim rokovima - istaknuo u poslanici predsjednik dr. Franjo Tuđman u Saboru Republike Hrvatske.[3]
- Trebinjski četnici, nakon nekoliko mjeseci varljivog primirja, dalekometnim topništvom napali Dubrovnik.[3]
- Dvadesetpetero Šibenčana ranjeno u iznenadnom četničkom napadu na grad kasetnim raketama orkan.[3]
- General-major Yuri Sosedov, zapovjednik Istočnog sektora, na konferenciji za novinare u štabu UNPROFOR-a u Zagrebu, puno truda uložio da bi opovrgao optužbe na račun pripadnika ruskog bataljuna, objavljene u svim svjetskim medijima.[3]
- Američka TV-mreža ABC objavila ekskluzivne snimke novinara Tonyja Birtleyja na kojima se vidi kako srpski tenkovi iz Srbije pucaju preko Drine na teritorij BiH.[3]

### 24. ožujka
- Skupina ruskih novinara posjetila Sabor Republike Hrvatske i razgovarala s čelnicima parlamentarnih stranaka.[3]
- Srpski zrakoplovi u BiH i dalje ne poštuju rezoluciju UN, obavljaju izviđačke misije ubacujući i skrivajući se u humanitarne koridore, izvješćuje HVO iz Mostara.[3]
- Austrija do daljnjeg neće više primati izbjeglice, izjavio u Beču austrijski ministar unutarnjih poslova Löschnik.[3]
- Opet odgođeno donošenje rezolucije Vijeća sigurnosti UN o nametanju zabrane letenja iznad BiH, jer je Rusi nastoje razvodniti.[3]

### 25. ožujka
- Veleposlanica BiH u Hrvatskoj Bisera Turković predala u Zagrebu predsjedniku Tuđmanu vjerodajnice.[3]
- Predsjednik Tuđman, u pismu predsjedniku Vijeća sigurnosti UN O'Brienu, zbog nastavljene srpske agresije i barbarskih topničkih napada na hrvatske gradove, zatražio hitan sastanak Vijeća sigurnosti.[3]
- Hrvatska pretrpjela izravnu štetu u srpskoj agresiji veću od 30 milijardi američkih dolara, pa usprkos tomu pružila izbjeglicama veću pomoć od bilo koje druge države, naglasio u pismu državnom tajniku SAD Warrenu Christopheru hrvatski premijer ing. Hrvoje Šarinić.[3]
- Kineski veleposlanik u Hrvatskoj Xie Xiqina predao u Zagrebu vjerodajnice predsjedniku Tuđmanu.[3]
- Snage jugoslavenske vojske prešle su 16. ožujka Dunav i zadržale se dva dana na hrvatskom teritoriju u području pod zaštitom UN, priopćio novinarima u Zagrebu glasnogovornik UNPROFOR-a John Mills.[3]
- Zapovjednika UNPROFOR-a, francuskog generala Philippea Morillona, srpski zapovjednici u istočnoj Bosni arogantno izigravaju, piše u pariški listovi.[3]
- Vance-Owenov plan je neostvariv, ocjenjuje predsjednik vojnog odbora NATO-a feldmaršal Richard Vincent, a prenose ga britanski mediji.[3]
- Hrvatska i Slovenija postale članice Svjetske banke, preuzevši tako dio sukcesije bivše Jugoslavije.[3]

### 26. ožujka
- Predsjednik Tuđman primio skupinu ruskih novinara, kojima je u razgovoru istaknuo da bi Rusija mogla odigrati značajnu ulogu kao posrednik između Srbije i Hrvatske, zbog njezina tradicionalno velikog utjecaja na Srbije, u stvaranju mira.[3]
- Odlukom predsjednika Republike dr. Franje Tuđmana osnovan Ured za nacionalnu sigurnost, a prestao djelovati Ured za zaštitu ustavnog poretka.[3]
- Hrvati i Muslimani potpisali u New Yorku Sporazum o prevremenom uređenju, novi sastavni dio mirovnog plana UN-EZ.[3]
- Vijeće sigurnosti UN pozvalo na neodgodiv prestanak neprijateljstava u BiH.[3]
- Alija Izetbegović izjavio u New Yorku kako je primio obećanja SAD da će razmotriti ukidanje embarga na isporuku oružja za BiH i istaknuo muslimanske uvjete za pristupanje mirovnom planu - nastavak agresije poništava naše potpise.[3]

### 27. ožujka
- Srbi zaprijetili da će srušiti svaki zrakoplov u akciji Padobran budu li u njoj sudjelovali njemački transporteri, priopćili dužnosnici UN u New Yorku.[3]
- Zapovjednik srpskih snaga u BiH general Ratko Mladić brutalno u Zvorniku otjerao šefa misije promatrača EZ u Beogradu Arnea Faltheima.[3]
- Bosanski Srbi obećali prekid vatre u cijeloj BiH i prolazak konvoja s humanitarnom pomoći prema muslimanskoj enklavi Srebrenici od sutra u 12 sati, izjavio u Beogradu zapovjednik UNPROFOR-a general Eric-Lars Wahlgren.[3]
- U područjima Hrvatske pod okupacijom srpskih pobunjenika završen popis stanovništva, a navodno su popisani i svi Hrvati.[3]

### 28. ožujka
- U Zagrebu, u novootvorenim prostorijama ambasade BiH u Zagrebu, na konferenciji za novinare govorio predsjednik BiH Alija Izetbegović.[3]
- Na zemljovidu BiH, s potpisom Alije Izetbegovića u New Yorku, nastale izmjene u deset provincija.[3]
- Postigne li se mirovni sporazum o BiH, NATO planira u to područje uputiti 64.000 vojnika za održavanje mira, piše Washington Post.[3]

### 29. ožujka
- Hrvatska Vlada, na čelu s ing. Hrvojem Šarinićem, podnijela ostavku. Mandat za sastav nove Vlade predsjednik Tuđman povjerio Nikici Valentiću.[3]
- Četnici iz Tinja minirali novoizgrađeni Crkvu sv. Paskvala u tom selu blizu Benkovca.[3]
- Njemačka, usprkos prosvjedima i prijetnjama bosanskih Srba, prvi put sudjelovala u akciji Padobran iznad istočne Bosne.[3]
- U beogradskom tjedniku Duga general Života Panić priznaje kako ih je dvije godine prije u pokušaju puča neutralizirao Tuđman svojom taktikom.[3]

### 30. ožujka
- Glavni tajnik UN Boutros Ghali preporučio privremeno produljenje nazočnosti UNPROFOR-a u Hrvatskoj, BiH i Makedoniji do 30. lipnja 1993.[3]
- Vođa druge po jačini parlamentarne stranke u Srbiji i SRJ Vojislav Šešelj izjavio u Somboru da Vance-Owenov plan ne obvezuje više nikog.[3]
- U Jadransko more stiže brod-radio, koji će pod imenom Pravo na riječ, kako se zove i francuska organizacija koja vodi cijelu operaciju, biti usidren u međunarodnim vodama, kao radio-postaja za zemlje bivše Jugoslavije.[3]

### 31. ožujka
- Dvije godine prošle od krvavog Uskrsa, kad je na Plitvičkim jezerima poginuo Josip Jović, prvi pripadnik hrvatske policije koji je položio život u obrani suvereniteta Republike Hrvatske.[3]
- U paničnoj jurnjavi ljudi koji su se pokušali ukrcati u kamione UN-a, koji prevoze izbjegliceiz Srebrenice, više osoba pregaženo.[3]
- Turska zatražila od UN da provedu zabranu letenja i oduzmu bosanskim Srbima teško oružje, ako ovi ne potpišu međunarodni mirovni plan, koji su već prihvatili Hrvati i Muslimani.[3]
- Podjela BiH na provincije prema planu mirovnih posrednika Vancea i Owena nije prihvatljiva za Srbe jer ide u prilog hrvatskim interesima, rekao predsjednik SRJ Dobrica Ćosić.[3]